# Angélique-Gabrielle de Sufferte-Joumard des Achards
 (octobre 2020).
Si vous disposez d'ouvrages ou d'articles de référence ou si vous connaissez des sites web de qualité traitant du thème abordé ici, merci de compléter l'article en donnant les références utiles à sa vérifiabilité et en les liant à la section « Notes et références ».
Angélique-Gabrielle de Sufferte-Joumard des Achards, par son mariage comtesse de Béarn, née le 11 octobre 1716 à Ménesplet et morte le 14 septembre 1782 à Lamothe-Landerron, est la fille de Jean Joumart des Achards, vicomte de la Brangelie, et de Marie-Charlotte-Quitterie de Villars-Landeronne. Elle épouse, en 1738, François-Alexandre de Galard de Béarn (vers 1708 - 1768), baron de Lamothe-Landerron, seigneur d'Argentine, de Cuzan et du Soudet, dit le comte de Béarn. 
Très endettée, elle accepta, contre bon prix, d'être la marraine de Madame du Barry, pour la présenter à la Cour, en 1769. 
Cet épisode est relaté et embelli dans le roman Joseph Balsamo d'Alexandre Dumas.